# Niendorfer Gehege

Luftbild der Eidelstedter Feldmark. Der Wald hinten links ist das Niendorfer Gehege, das dreieckige Wäldchen vorne rechts heißt Sellhoop und ist eine Exklave des Geheges

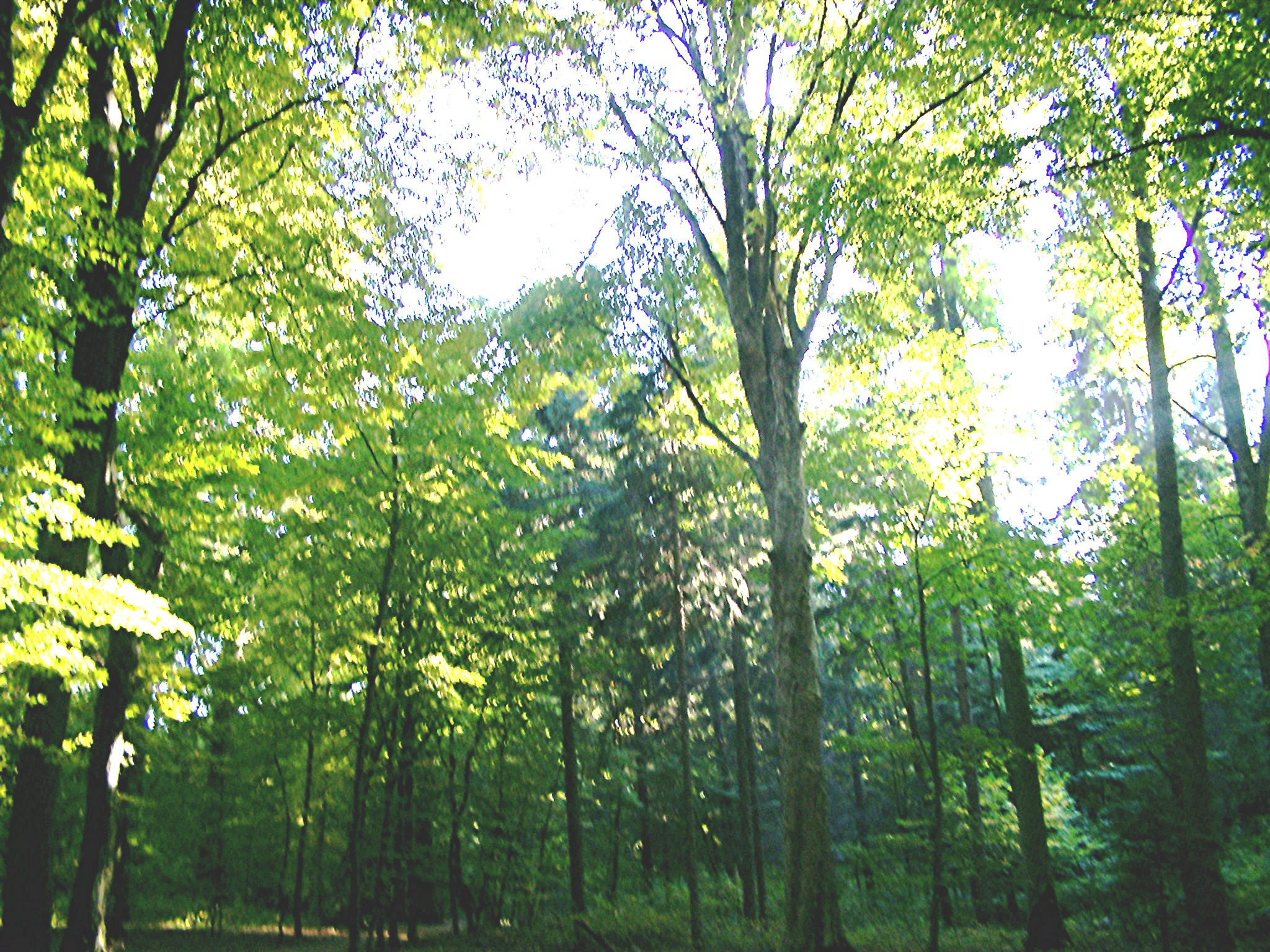
Wald im Niendorfer Gehege

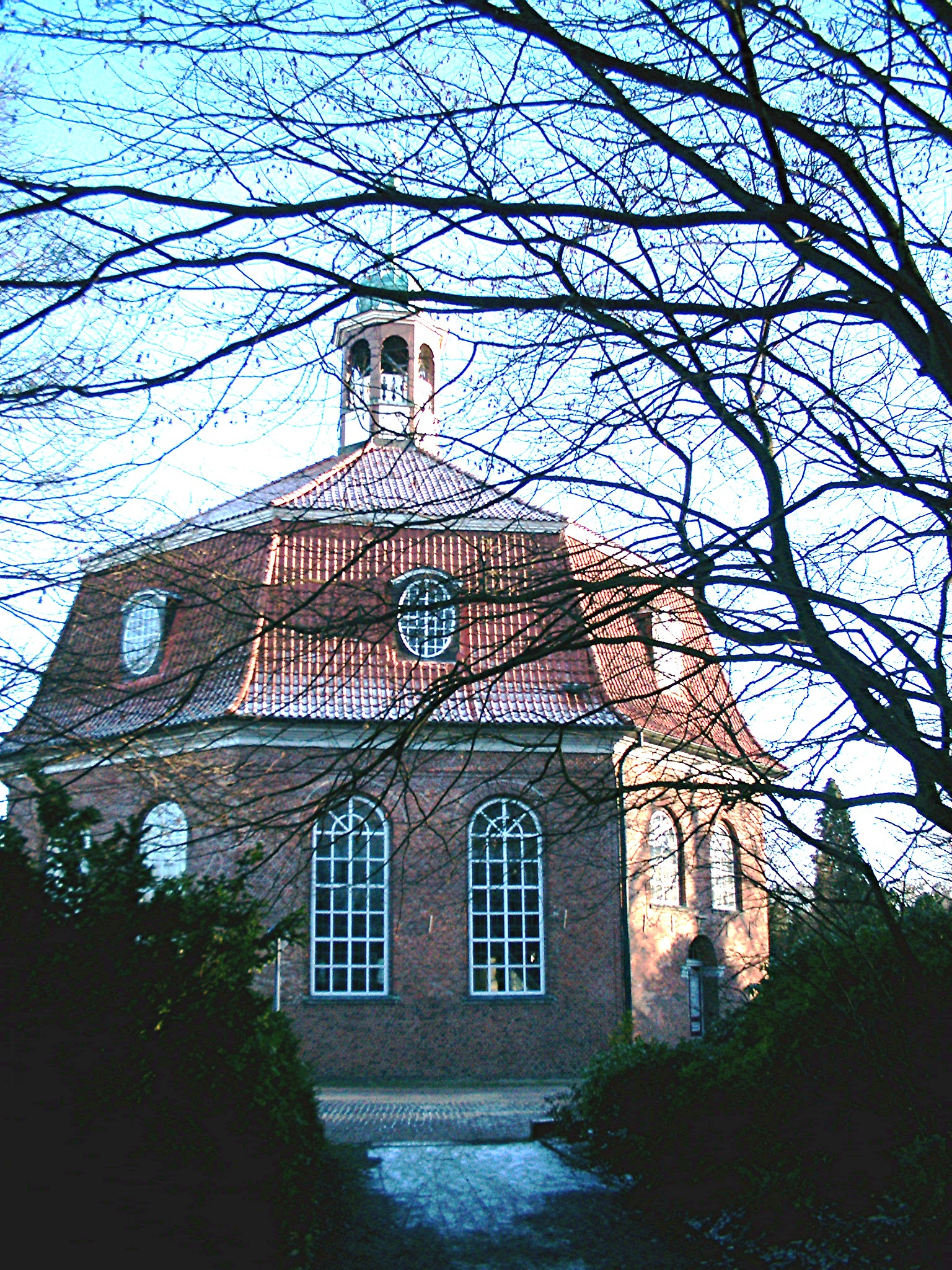
Am Niendorfer Gehege gelegene Kirche am Markt

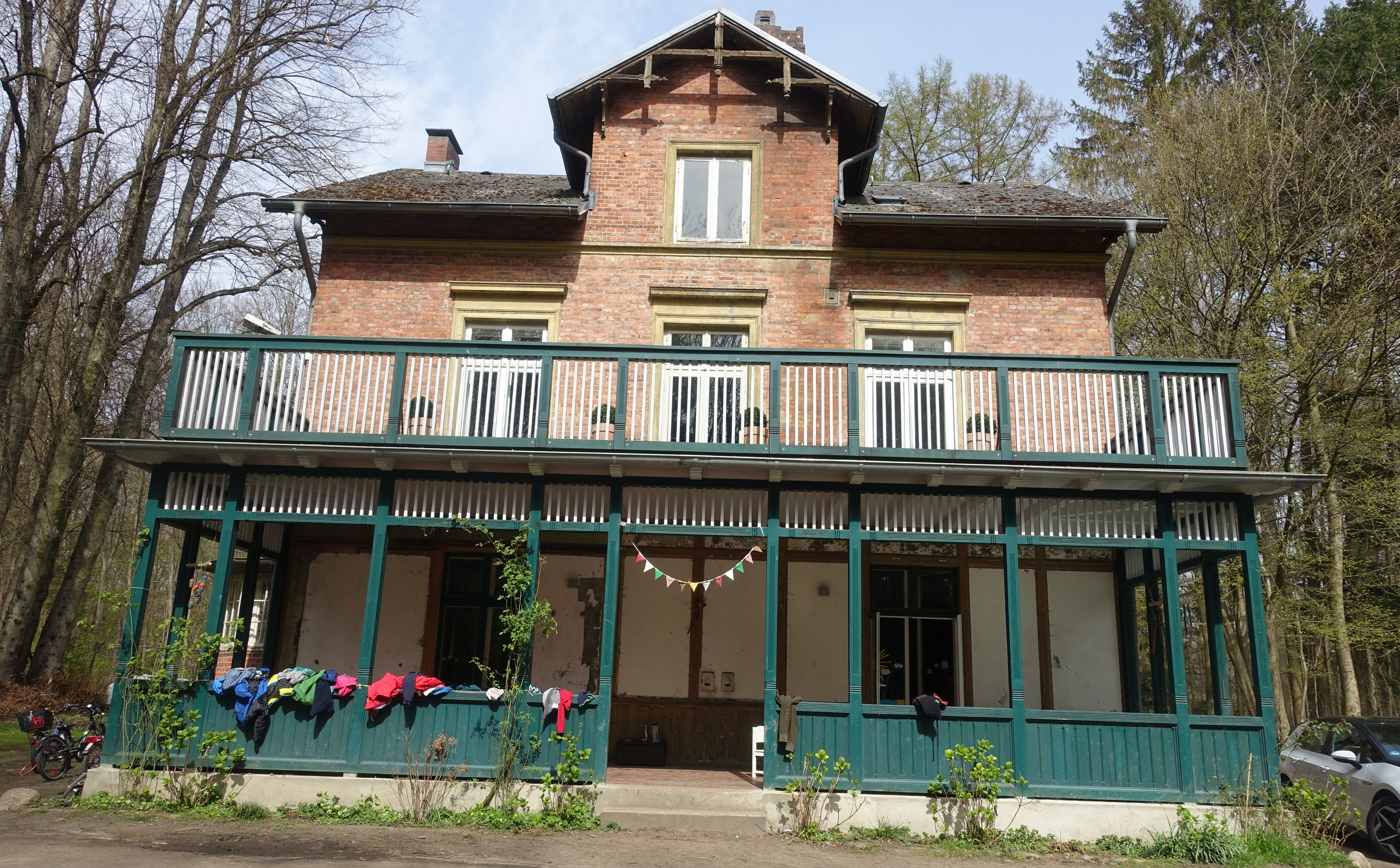
Villa Mutzenbecher im Niendorfer Gehege, Bondenwald 110a (2022) – heute Bildungs- und Begegnungsstätte

Das im Hamburger Stadtteil Niendorf gelegene Niendorfer Gehege ist ein Freizeit- und Erholungsgebiet mit altem, teilweise ausländischem Baumbestand. Mit etwa 142 Hektar ist es das größte Waldgebiet des Bezirks Eimsbüttel. Das Niendorfer Gehege wird umflossen von der Kollau.

## Entstehung
Der südliche Teil des Niendorfer Geheges, auch Grafen- oder Königsgehege genannt, war ein Waldgebiet im Besitz der Herrschaft Pinneberg. Amtsrechnungen und Erdbücher aus den Jahren 1590, 1666 und 1789 erwähnen, dass in dem Eichenwald Bauholz geschlagen und Schweinemast betrieben wurde. 1789 umfasste das Königsgehege etwa 35 Hektar in den Gemeinden Niendorf, Eidelstedt, Lokstedt und Stellingen. 1912 kam der Rest des herrschaftlichen Waldes in den Privatbesitz des Versicherungs-Direktors Hermann F. M. Mutzenbecher und wurde zur Parkanlage umgestaltet. 1908–10 ließ er sich von Erich Elingius einen Backsteinbau von 1910 im gründerzeitlichen Landhausstil nach englischem Vorbild umbauen – die heutige Villa Mutzenbecher – als privaten Rückzugsort errichten. Die Sanierung der Villa soll Ende 2020 abgeschlossen sein. Ab Januar 2021 zieht das Forum Kollau mit dem Stadtteilarchiv und die Kindertagesstätte Waldforscher mit ihrer Vorschule in die fertiggestellte Villa ein. Weitere ehemalige „Waldbewohner“ waren die Bankiersfamilie Gossler, der Direktor der Hamburg-Amerika Linie, Johann Theodor Merck und der Viehkommissionär Claus Bolten.
Im Nordosten schloss sich der Niendorfer Bauernwald an. Ursprünglich als Allmende genutzt, wurde er bei der Verkoppelung am Ende des 18. Jahrhunderts aufgeteilt. In dem Erdbuch von 1789 findet sich die sogenannte „Bondenholz-Klausel“: Die neuen Eigentümer mussten sich verpflichten, den Wald nicht niederzulegen oder neu aufgeforstete Ausgleichsflächen zu schaffen. Das Verbot wurde einige Male erweitert und galt für die Privatbesitzer auf dem Gebiet des Niendorfer Geheges bis ins 20. Jahrhundert. Auch die Flächen des Bauernwaldes kamen im Verlauf des 19. Jahrhunderts in den Besitz wohlhabender Hamburger. Auf dem Gelände entstanden Parke und repräsentative Sommervillen. Die privaten Parkanlagen waren teilweise schon vor dem Zweiten Weltkrieg öffentlich zugänglich. In den Nachkriegswintern dezimierte sich der Waldbestand, da die Bäume als Brennholz gebraucht wurden. Ab 1952 begann die Stadt Hamburg, die Grundstücke aufzukaufen und wieder aufzuforsten. Seit 1955 ist das Niendorfer Gehege dem Revier Klövensteen zugeordnet und wird als Stadtwald unterhalten.

## Infrastruktur
Die Besucher haben die Möglichkeit, auf rund 15 Kilometer Wanderwegen zu wandern. Außerdem stehen ein Hundefreilaufgebiet, ein Waldcafé, ein Ponyhof, etwa vier Kilometer Reitwege und ein Damwildgehege im Inneren des Geheges zur Verfügung.
Inmitten des Geheges ist zudem ein großer Spielplatz, der tagsüber von jüngeren Kindern und des Nachts, besonders in Sommermonaten, von Jugendlichen zum geselligen Beisammensein aufgesucht wird. Eine kleine Holzhütte hilft dabei, etwaigen Regen auszusitzen. Der fast direkt daneben liegende Grillplatz ist ebenfalls ein gut besuchter Ort im Sommer.
Das Niendorfer Gehege ist mit der U-Bahn-Linie 2, Haltestelle Niendorf Markt, oder mit Bussen zu erreichen.

## Veranstaltungen
Im Niendorfer Gehege findet regelmäßig das „Waldlaufen“ statt, eine Veranstaltung umliegender Grund- und weiterführender Schulen, bei der die Teilnehmer auf verschiedensten Distanzen nach Altersgruppen geordnet gegeneinander antreten.
Die Schutzgemeinschaft Deutscher Wald Landesverband Hamburg (SDW) hat eine Waldschule im Niendorfer Gehege. Von dort starten zu jeder Jahreszeit die umweltpädagogischen Aktionen mit Kindern, Schülern und Erwachsenen ins Gehege. Auf den Führungen sollen die Teilnehmer die Tier- und Pflanzenwelt des Geheges kennenlernen.
Mitten im Niendorfer Gehege liegt auch die Försterei, die hier einen kleinen Betriebshof unterhält. Die Deutsche Waldjugend Landesverband Hamburg e. V. unterhält hier einen Gruppenraum und veranstaltet Gruppenstunden und Seminare, außerdem arbeitet sie regelmäßig zusammen mit der Försterei im Gehege.

## Flora und Fauna
An Flora und Fauna bietet das Gehege das für Buchenmischwälder übliche. Frühjahrsblüher sind Wald-Bingelkraut, Buschwindröschen, Moschuskraut, Wald-Sauerklee und aus Gärten verwildert der Gefingerte Lerchensporn. Im Mai blühen Goldnessel, Maiglöckchen, Schattenblümchen und der Vielblütige Weißwurz. Folgende Säugetiere sind hier heimisch: Hase, Reh, Fuchs und Mauswiesel. Von den Vögeln sind Buchfink, Kernbeißer und Singdrossel häufiger als im umliegenden Stadtgebiet; noch stärker auf den Wald konzentriert sind Kleiber, Gartenbaumläufer, Bunt- und Grünspecht, Waldkauz und Habicht, und nur im Wald leben der Waldlaubsänger und als Seltenheit der Mittelspecht.
Folgende Amphibien wurden hier beobachtet: Grasfrosch, Erdkröte, Bergmolch, Teichmolch, und nördlicher Kammmolch.
Die NABU-Bezirksgruppe Eimsbüttel bietet im Rahmen des „Was singt denn da?“-Programms jedes Frühjahr vogelkundliche Führungen an. 2011 wurde der Verein „PRO Niendorfer Gehege“ gegründet, der sich mit über 400 Mitglieder um den Bestand und die Entwicklung des Geheges z. B. durch Aufstellung von Sitzbänken kümmert.